# Theranos
Theranos – amerykańskie przedsiębiorstwo biotechnologiczne z siedzibą w Palo Alto w Kalifornii, istniejące w latach 2003–2018, reklamowane jako przełomowa firma w dziedzinie technologii medycznych. Założone w 2003 r. przez 19-letnią Elizabeth Holmes firma Theranos, zebrało ponad 700 mln dolarów od zewnętrznych firm oraz prywatnych inwestorów. Doprowadziło to do szczytowej wyceny korporacji na poziomie 10 mld dolarów w latach 2013 i 2014.

## Historia
Firmę, pierwotnie pod nazwą „Real-Time Cures”, założyła 19-letnia Elizabeth Holmes, była studentka Uniwersytetu Stanforda. Theranos twierdził, że opracował metodykę badania krwi, która wymagała pobrania jej w bardzo małych ilościach, jednocześnie oferując szybkość i dokładność przeprowadzanych badań. Według zapewnień cały proces analizy próbek miał się odbywać z udziałem urządzeń opracowanych przez firmę Theranos. Twierdzenia te okazały się fałszywe. Testy wykazały, że technologia firmy działała tylko w 12 na 100 przypadków.

### Początek upadku
Punkt zwrotny nastąpił w 2015 r., kiedy profesor badań medycznych John Ioannidis, a później profesor biochemii klinicznej Eleftherios Diamandis wraz z dziennikarzem śledczym Johnem Carreyrou z „The Wall Street Journal” zakwestionowali zasadność technologii Theranos. Firma stanęła przed szeregiem wyzwań prawnych i handlowych ze strony władz medycznych, inwestorów, amerykańskiej Komisji Papierów Wartościowych i Giełd (SEC), Centrum Usług Medycznych i Pomocy Medycznej (CMS), prokuratorów generalnych stanu, byłych partnerów biznesowych, pacjentów i innych osób. Do czerwca 2016 r. Forbes oszacował, że majątek osobisty Holmes spadł z 4,5 mld dolarów do „zera”. Po kilku latach zmagań, procesów sądowych i sankcji ze strony CMS pozostała część firmy została rozwiązana we wrześniu 2018 r.

### Likwidacja
4 września 2018 r. Theranos ogłosił w e-mailu do inwestorów, że zaprzestanie działalności i zwolni swoje aktywa oraz pozostałą gotówkę wierzycielom. Wszelkie wysiłki mające na celu znalezienie kupca okazały się bezskuteczne.
Większość pozostałych pracowników firmy została zwolniona w poprzedni piątek, 31 sierpnia. Jednakże główny radca prawny Theranos i nowy dyrektor generalny David Taylor oraz kilku pracowników pomocniczych pozostali na liście płac jeszcze przez kilka dni. W wyniku zamknięcia działalności wszelkie inwestycje kapitałowe w spółkę stały się bezwartościowe.

## Procesy sądowe i działania karne
Theranos, Holmes i były prezes firmy Sunny Balwani zostali oskarżeni przez SEC w 2018 r. o oszustwo. Holmes i Balwani zostali również oskarżeni o oszustwa drogą elektroniczną i wieloletni spisek.
Departament Sprawiedliwości Stanów Zjednoczonych wniósł oskarżenie przeciwko założycielom Theranosa o oszukanie inwestorów na kwotę około miliarda dolarów. W listopadzie 2022 sąd w Kalifornii skazał Elizabeth Holmes na 11 lat i 3 miesiące (135 miesięcy) więzienia za defraudację. Od 30 maja 2023 Holmes odsiaduje wyrok w więzieniu federalnym FPC Bryan w Teksasie.
Balwani został skazany pod względem wszystkich 12 zarzutów postawionych mu w lipcu 2022 r., a w grudniu 2022 r. został skazany na 12 lat i 11 miesięcy więzienia oraz 3 lata w zawieszeniu.